# Marita Haibach
Marita Haibach (* 7. Februar 1953 in Gemünden) ist eine ehemalige hessische Politikerin (Die Grünen), Abgeordnete des Hessischen Landtags und Staatssekretärin für Frauenangelegenheiten. Sie setzt sich seit Beginn der 1990er Jahre für die Entwicklung des bürgerschaftlichen Engagements, der Philanthropie und des Fundraisings in Deutschland und in ganz Europa ein.

## Ausbildung und Familie
Haibach absolvierte nach Volks- und Handelsschule von 1968 bis 1970 eine Lehre als Industriekauffrau in Frankfurt am Main und arbeitet von 1970 bis 1972 im Ausbildungsbetrieb. Anschließend studierte sie an der Fachhochschule Köln und schloss das Studium 1975 als Diplom-Dolmetscherin (Englisch und Spanisch) ab. Anschließend studierte sie an der Universität Frankfurt Amerikanistik, Politikwissenschaften und Geschichte und schloss dieses Studium 1981 mit dem Magister und dem ersten Staatsexamen ab. 1994 wurde sie durch die Freie Universität Berlin zur Dr. phil. promoviert.
Haibach ist verheiratet und hat einen erwachsenen Sohn. Ihr Ehemann Juan Carlos Núñez Hinojosa („Juanka“) ist Percussionist sowie Gründer und langjähriger Direktor der kubanischen Musikgruppe Cohimbre. Sie managt die Musik- und Trommelaktivitäten ihres Ehemannes.

## Politik
Bei der Landtagswahl in Hessen 1982 wurden erstmals Vertreter der Grünen, darunter Marita Haibach, die im Wahlkreis Hochtaunus I kandidierte, in den Landtag gewählt. Der Versuch von Holger Börner, mittels Minderheitsregierung zu regieren („Hessische Verhältnisse“), scheiterte nach wenigen Monaten. Bei der vorgezogenen Landtagswahl in Hessen 1983 wurde Haibach, die diesmal im Wahlkreis Hochtaunus II kandidierte, erneut über die Landesliste ihrer Partei gewählt. Aufgrund des bei den Grünen damals praktizierten Rotationsprinzips musste sie am 15. April 1985 ihr Mandat aufgeben.
Nach der Bildung der ersten Rot-Grünen Koalition trat sie am 12. Dezember 1985 als Staatssekretärin für Frauenangelegenheiten in das Kabinett Börner III ein. Mit dem Scheitern dieser Koalition am 9. Februar 1987 und der daraus resultierenden Neuwahl verlor sie Ende April 1987 das Amt.

## Fundraising und Philanthropie
Nach dem Ausscheiden aus der Politik setzte sie ihre Studien und wissenschaftliche Arbeit in den USA fort, wobei sie sich auf Fundraising spezialisierte. Seit ihrer Rückkehr nach Deutschland im Jahr 1991 arbeitet Haibach als selbständige Fundraising- und Management-Beraterin. Von 2003 bis 2007 leitete sie als Managing Director die deutsche Niederlassung des internationalen Beratungsunternehmens Brakeley Limited. Seit 2007 ist sie wieder als unabhängige Beraterin, Trainerin und Coach tätig. Sie ist Mitinitiatorin des Major Giving Institute, das seit 2013 eine umfassende Fortbildung zum/zur „Großspenden-Fundraiser/in“ anbietet.

## Publikationen
Zum Thema Fundraising und Philanthropie in Deutschland und in den USA veröffentlichte Haibach zahlreiche Aufsätze in Sammelwerken und Zeitschriften. Sie ist Autorin mehreren Bücher, darunter Handbuch Fundraising (Campus Verlag, 5. Aufl. 2019), Hochschul-Fundraising – Ein Handbuch für die Praxis (Campus Verlag, 2008), Fundraising: Spenden, Sponsoring, Stiftungen (Campus Verlag, 1996), Frauen erben anders: Mutig mit Vermögen umgehen (Ulrike Helmer Verlag 2001) und Frauenbewegung in der Philanthropie: Frauen verändern die Stiftungswelt in den USA (Maecenata, 1997).
In ihrer Studie Großspenden in Deutschland: Wege zu mehr Philanthropie (2010) untersucht sie die Gründe, warum die Potenziale für Großspenden hierzulande noch weitgehend ungenutzt sind. 2021 veröffentlichte sie gemeinsam mit Jan Uekermann die 2. Auflage von Großspenden-Fundraising – Wege zu mehr Philanthropie. Grundlagen, Strategien und praktische Umsetzung.

## Ehrenamtliches Engagement
Von 1996 bis 2002 war Marita Haibach als stellvertretende Vorsitzende maßgeblich am Aufbau des Deutschen Fundraising Verbands beteiligt. Sie ist gemeinsam mit Thomas Kreuzer Mitinitiatorin der Fundraising Akademie und war von 2000 bis 2008 Vorsitzende der Prüfungskommission. Haibach ist eine der Initiatorinnen der European Fundraising Association (EFA), des Dachverbands der Fundraising-Verbände in Europa, und war deren Präsidentin von 2004 bis 2008. Sie gehört zu den Gründerinnen der Frauenstiftung Filia und des Erbinnen-Netzwerkes Pecunia.
Von 1999 bis 2011 war sie Country Ambassador der Ressource Alliance für Deutschland. Haibach gehörte seit der Errichtung der Karin-Burmeister-Stiftung im Jahr 1998 bis 2014 deren Stiftungsrat an. Sie war von 2004 bis 2014 stellvertretende Vorsitzende der Stiftung Citoyen sowie von 2015 bis 2019 Mitglied des Stiftungsrats der Stiftung Universität Hildesheim. Seit 2015 ist sie Kuratoriumsmitglied der Stiftung Zusammen_Wachsen und auch der Landesstiftung MITEINANDER IN HESSEN.

## Ehrungen
- 2009 wurde sie mit dem Bundesverdienstkreuz Erster Klasse ausgezeichnet.[8]
- 2010 wurde sie mit dem Deutschen Fundraising Preis ausgezeichnet.
- Sie ist Ehrenmitglied des Pecunia Erbinnen-Netzwerks.